# NGC 7253/2
NGC 7253/2 је спирална галаксија у сазвежђу Пегаз која се налази на NGC листи објеката дубоког неба.
Деклинација објекта је + 29° 23' 16" а ректасцензија 22h 19m 30,0s. Привидна величина (магнитуда) објекта NGC 7253 износи 14,3 а фотографска магнитуда 15,0. NGC 72532 је још познат и под ознакама NGC 7253B, UGC 11985, MCG 5-52-11, VV 242, ARP 278, KCPG 566B, CGCG 494-14, PGC 68573.